# مشروع أبحاث الارتفعات الضخمة

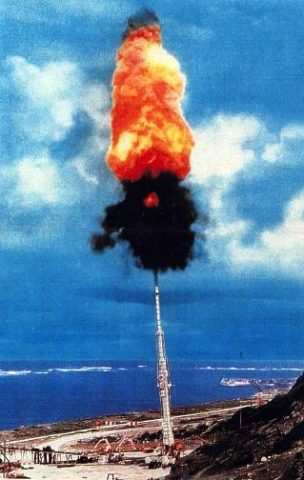
مشروع هارب

مشروع أبحاث الارتفاعات الضخمة (هارب) هو عبارة عن مشروع مشترك بين وزارة الدفاع الأمريكية ووزارة الدفاع الوطني الكندية. تم إنشاؤه بهدف دراسة المقذوفات ضمن حالتي المقذوفات البالستية وإعادة الدخول إلى الغلاف الجوي بتكلفة منخفضة؛ معظم هذه المشاريع استخدمت صواريخ باهظة الثمن وتعرضت للفشل.

## الاستخدام
استخدم مشروع أبحاث الارتفاعات الضخمة طريقة غير صاروخية لإطلاق المقذوفات تعتمد على بندقية فضائية ضخمة جدًا لإجراء التجارب على ارتفاعات وسرعات عالية.